# Tiro ai Giochi della XXXII Olimpiade - Pistola 25 metri automatica maschile
La gara di pistola 25 metri automatica maschile dei Giochi della XXXII Olimpiade si è svolta il 12 e 13 agosto 2021. Hanno partecipato 27 atleti provenienti da 19 diverse nazioni.

## Record
Prima della competizione, i record olimpici e mondiali erano i seguenti:
| Qualificazione  | Qualificazione        | Qualificazione | Qualificazione          | Qualificazione |
| --------------- | --------------------- | -------------- | ----------------------- | -------------- |
| Record mondiale | Christian Reitz (DEU) | 594            | Osijek, Croazia         | 30 luglio 2013 |
| Record mondiale | Kim Jun-hong (KOR)    | 594            | Pechino, Cina           | 6 luglio 2014  |
| Record olimpico | Alexei Klimov (RUS)   | 592            | Londra, Gran Bretagna   | 3 agosto 2012  |
| Finale          |                       |                |                         |                |
| Record mondiale | Kim Jun-hong (KOR)    | 38             | Changwon, Corea del Sud | 25 aprile 2018 |
| Record olimpico | Leuris Pupo (CUB)     | 34             | Londra, Gran Bretagna   | 3 agosto 2012  |

## Programma
| Data           | Ora (BST/UTC+1) | Turno          |
| -------------- | --------------- | -------------- |
| 12 agosto 2021 | 8:30            | Qualificazioni |
| 13 agosto 2021 | 8:30            | Qualificazioni |
| 13 agosto 2021 | 14:30           | Finale         |

## Turno di qualificazione
| Pos. | Atleta                     | Nazione       | 8 s          | 6 s          | 4 s          | Fase 1       | 8 s          | 6 s          | 4 s          | Fase 2       | Totale       | Note         |
| ---- | -------------------------- | ------------- | ------------ | ------------ | ------------ | ------------ | ------------ | ------------ | ------------ | ------------ | ------------ | ------------ |
| 1    | Christian Reitz            | Germania      | 100          | 98           | 98           | 296          | 99           | 99           | 94           | 291          | 587-18x      | Q            |
| 2    | Jean Quiquampoix           | Francia       | 100          | 99           | 98           | 297          | 98           | 98           | 93           | 289          | 586-24x      | Q            |
| 3    | Han Dae-yoon               | Corea del Sud | 97           | 99           | 99           | 295          | 98           | 98           | 94           | 290          | 585-22x      | Q            |
| 4    | Lin Junmin                 | Cina          | 97           | 100          | 97           | 294          | 97           | 99           | 94           | 290          | 584-20x      | Q            |
| 5    | Leuris Pupo                | Cuba          | 98           | 99           | 93           | 290          | 99           | 99           | 95           | 293          | 583-21x      | Q            |
| 6    | Li Yuehong                 | Cina          | 96           | 99           | 97           | 292          | 96           | 100          | 94           | 290          | 582-28x      | Q            |
| 7    | Clément Bessaguet          | Francia       | 100          | 100          | 97           | 273          | 99           | 93           | 93           | 285          | 582-22x      |              |
| 8    | Dai Yoshioka               | Giappone      | 95           | 98           | 97           | 290          | 100          | 99           | 93           | 292          | 582-17x      |              |
| 9    | Pavlo Korostylov           | Ucraina       | 97           | 96           | 93           | 286          | 99           | 99           | 96           | 294          | 580-17x      |              |
| 10   | Ghulam Mustafa Bashir      | Pakistan      | 99           | 98           | 96           | 293          | 99           | 95           | 92           | 286          | 579-14x      |              |
| 11   | Leonid Yekimov             | ROC           | 96           | 99           | 94           | 289          | 98           | 97           | 94           | 289          | 578-21x      |              |
| 12   | Jorge Álvarez              | Cuba          | 98           | 97           | 92           | 287          | 100          | 98           | 93           | 291          | 578-17x      |              |
| 13   | Oliver Geis                | Germania      | 96           | 96           | 93           | 285          | 96           | 99           | 97           | 292          | 577-24x      |              |
| 14   | Tommaso Chelli             | Italia        | 94           | 98           | 96           | 288          | 95           | 98           | 96           | 289          | 577-16x      |              |
| 15   | Muhammad Khalil Akhtar     | Pakistan      | 98           | 96           | 92           | 286          | 97           | 94           | 95           | 286          | 572-19x      |              |
| 16   | Riccardo Mazzetti          | Italia        | 94           | 97           | 94           | 285          | 99           | 96           | 92           | 287          | 572-16x      |              |
| 17   | Sergei Evglevski           | Australia     | 94           | 96           | 95           | 285          | 97           | 96           | 94           | 287          | 572-14x      |              |
| 18   | Marko Carrillo             | Perù          | 99           | 92           | 97           | 288          | 96           | 97           | 91           | 284          | 572-11x      |              |
| 19   | Peeter Olesk               | Estonia       | 95           | 94           | 95           | 284          | 99           | 96           | 93           | 288          | 572-10x      |              |
| 20   | Isaranuudom Phurihiranphat | Thailandia    | 97           | 97           | 92           | 286          | 97           | 94           | 93           | 284          | 570-13x      |              |
| 21   | Ruslan Lunev               | Azerbaigian   | 98           | 93           | 90           | 281          | 95           | 95           | 96           | 286          | 567-11x      |              |
| 22   | Henry Leverett             | Stati Uniti   | 98           | 94           | 92           | 284          | 93           | 97           | 92           | 282          | 566-9x       |              |
| 23   | Enkhtaivany Davaakhüü      | Mongolia      | 99           | 92           | 97           | 288          | 96           | 97           | 91           | 284          | 572-11x      |              |
| 24   | Özgür Varlık               | Turchia       | 98           | 97           | 86           | 281          | 96           | 95           | 83           | 274          | 555-10x      |              |
| 25   | Jack Leverett III          | Stati Uniti   | 98           | 92           | 86           | 276          | 96           | 95           | 85           | 276          | 552-15x      |              |
| 26   | Bernardo Tobar Prado       | Colombia      | 93           | 96           | 85           | 274          | 93           | 88           | 91           | 272          | 546-12x      |              |
|      | Song Jong-ho               | Corea del Sud | squalificato | squalificato | squalificato | squalificato | squalificato | squalificato | squalificato | squalificato | squalificato | squalificato |

## Finale
| Pos. | Atleta           | 1 | 2 | 3 | 4 | 5               | 6               | 7               | 8               | Totale | Note            |
| ---- | ---------------- | - | - | - | - | --------------- | --------------- | --------------- | --------------- | ------ | --------------- |
|      | Jean Quiquampoix | 4 | 3 | 5 | 5 | 4               | 4               | 5               | 4               | 34     | Record olimpico |
|      | Leuris Pupo      | 3 | 5 | 4 | 4 | 3               | 5               | 3               | 2               | 29     |                 |
|      | Li Yuehong       | 3 | 4 | 4 | 4 | 4               | 3               | 4               | NQ              | 26     |                 |
| 4    | Han Dae-yoon     | 3 | 5 | 4 | 3 | 4               | 3               | NQ              | NQ              | 22     |                 |
| 5    | Christian Reitz  | 3 | 4 | 4 | 4 | 4               | non qualificato | non qualificato | non qualificato | 18     |                 |
| 6    | Lin Junmin       | 2 | 3 | 3 | 4 | non qualificato | non qualificato | non qualificato | non qualificato | 12     |                 |